# Monika Gutman
Monika Gutman (ur. 19 lutego 1932 w Łodzi, zm. 9 listopada 2020 w Tel Awiw-Jafa) – polska artystka graficzka żydowskiego pochodzenia.

## Życiorys
Urodziła się w rodzinie Ignacego (Izaaka) Gutmana i Sabiny z d. Stambulskiej. Ojciec był architektem, absolwentem Politechniki Warszawskiej, autorem licznych budynków mieszkalnych i użytkowych w Polsce i Izraelu. Została wysłana do prywatnej szkoły żydowskiej Nasza Szkoła przy ul. Narutowicza w Łodzi. Językiem wykładowym był polski. Monika podkreślała, że w domu odebrała wychowanie patriotyczne i została nauczona miłości do Polski.
Po wybuchu II wojny światowej rodzina Gutmanów znalazła się w łódzkim getcie. Mieszkali przy Żytniej 5, a następnie ul. Drewnowskiej 15. Monika pracowała w Wydziale Budowlanym (kierował nim jej ojciec) i sprzątała w szpitalu. Udało się jej przeżyć Wielką Szperę, a przez ostatnie miesiące istnienia getta pozostawała w kryjówce wraz z całą rodziną. Ukryli się w mieszkaniu prawdopodobnie przy ul. Brzezińskiej, w komórce za kredensem w kuchni.
Po ukończeniu VII Państwowego Gimnazjum i Liceum Żeńskiego w Łodzi (ul. Kościuszki 71), zdała maturę 24 maja 1950 roku. Po roku studiów na Państwowej Wyższej Szkole Sztuk Plastycznych w Łodzi przeniosła się na II rok grafiki na Wydziale Grafiki Akademii Sztuk Pięknych w Warszawie. Pracę dyplomową złożyła w pracowni plakatu prof. Henryka Tomaszewskiego (3 plakaty w kategoriach Olimpiada, Teatralny albo Filmowy, Sztuka ludowa). Pod koniec studiów podjęła pracę jako tłumaczka w Sekcji Zagranicznej Polskiego Czerwonego Krzyża.
Rodzina podjęła decyzję o emigracji do Izraela. Władze komunistyczne utrudniały wyjazd ze względu na pracę ojca Moniki. W listopadzie i grudniu 1956 roku Monika Gutman przebywała w Izraelu, by sprawdzić warunki życia. W 1958 roku rodzina Gutmanów wyemigrowała. Wiele lat Monika Gutman pracowała jako rysowniczka, redaktorka i korektorka wydawnictw w języku polskim.
Specjalizowała się w żartach rysunkowych. Publikowała w tygodnikach „Szpilki”, „Świat”, „Film”, „Po prostu” oraz w polskojęzycznym dzienniku w Izraelu „Nowiny – Kurier”. W 2009 r. wydała w Warszawie zbiór swoich aforyzmów „Myśli zebrane i rozebrane” (wydawnictwo „Nowy Świat”). Podczas studiów zagrała też jako statystka w „Kanale” i „Pokolenie” Andrzeja Wajdy, i „Uwaga, chuligani” Jerzego Hoffmana i Edwarda Skórzewskiego.